# Gerardo Novelo Osuna
Gerardo Novelo Osuna (Ensenada, Baja California, México) es un empresario y político mexicano. Desde el 6 de diciembre de 2018 hasta el 28 de marzo de 2022 fue senador de la República de primera fórmula en sustitución de Jaime Bonilla Valdez en la LXIV Legislatura del Congreso de la Unión.

## Primeros años
Nació en Ensenada, Baja California, México. Estudió la carrera técnica en administración de empresas en la Universidad de Saddleback, en Mission Viejo, California. Ha sido empresario, enfocado en el ramo hotelero. Es hermano de Marco Antonio Novelo Osuna, presidente municipal de Ensenada de 2016 a 2019 por el Partido Revolucionario Institucional.

## Senador de la República
En las elecciones federales de 2018 fue postulado como suplente de Jaime Bonilla Valdez, candidato a senador de la república por el estado de Baja California. Tras los comicios obtuvo el escaño de primera fórmula. El 6 de diciembre de 2018, Bonilla Valdez pidió licencia del cargo para postularse como gobernador en las elecciones estatales de Baja California de 2019. Gerardo Novelo Osuna ocupó el escaño de senador en su lugar. Dentro del congreso ocupó el cargo de secretario de la comisión de asuntos fronterizos y migratorios.
En marzo de 2023 Jaime Bonilla Valdez regresó formalmente a ser senador de la república.